# Carex walasii
Carex walasii är en halvgräsart som beskrevs av Ceyn.-gield. Carex walasii ingår i släktet starrar, och familjen halvgräs.
Artens utbredningsområde är Polen. Inga underarter finns listade i Catalogue of Life.